# Orlat
Orlat (deutsch Winsberg, siebenbürgisch-sächsisch Awersch-Bleschderf, ungarisch Orlát) ist eine Ortschaft im Kreis Sibiu in der Region Siebenbürgen in Rumänien.
Der Ort ist auch unter der deutschen Bezeichnung Ortenbach und den ungarischen Váralja oder Váraljafalu bekannt.

## Geographische Lage

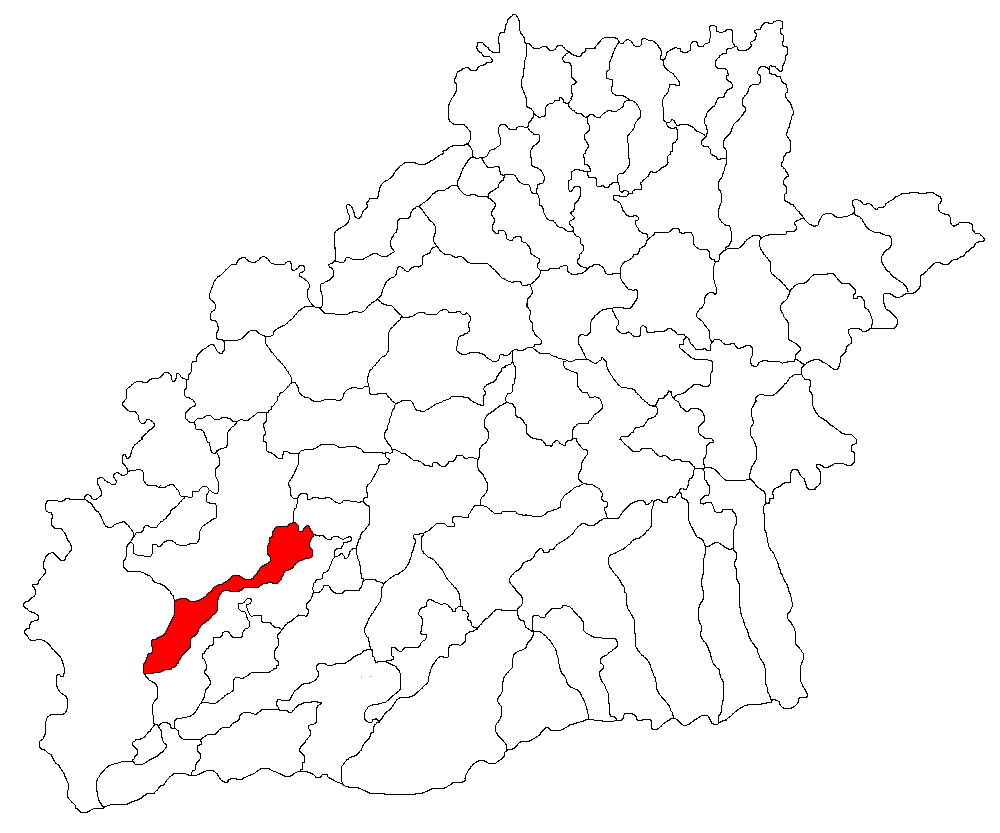
Lage der Gemeinde Orlat im Kreis Sibiu

Orlat liegt in der Mărginimea Sibiului, einer ethnisch von jeher rumänisch geprägten Region im Südwesten der siebenbürgisch-sächsischen Dörfer um Hermannstadt, an der Mündung des Râul Săcel (Schwarzbach) in den Cibin (Zibin) etwa 17 Kilometer südwestlich von der Kreishauptstadt Sibiu entfernt. Die rumänische Autobahn A1 verläuft etwa zweieinhalb Kilometer nördlich von Orlat.

## Geschichte
Urkundlich wurde der Ort Orlat 1317 erstmals erwähnt. Das archäologische Verzeichnis Repertoriul Arheologic Național vermerkt westlich des Ortes auf dem Berg Cetatea Scurtă (Riesenberg), eine Erdenburg, welche der Bronzezeit zugeordnet wird.
Im Ort war zur Zeit der österreichisch-ungarischen Monarchie ein rumänisches Grenzregiment stationiert. An den jeweiligen Regiments- und Bataillonsorten der Militärgrenze wurden Schulen gegründet, welche der Ausbildung von Unteroffizieren, aber auch der Allgemeinbildung der einfachen Grenzbevölkerung, dienten. Diese Schulen leisteten einen wesentlichen Beitrag zur Entstehung eines rumänischen Schulwesens in Siebenbürgen. Ihre Besonderheit lag unter anderem darin, dass sie die Kluft zwischen den beiden rumänischen Konfessionen überbrückten, was vor allem im konfessionell gemischten Gebiet des walachischen Grenzregiments bei Hermannstadt von Bedeutung war. Mit der Auflösung der siebenbürgischen Militärgrenze im Jahre 1851, wurden die Schulen in den Besitz der Grenzerfamilien übergeben.
Zur Zeit des Königreichs Ungarn gehörte Orlat dem Stuhlbezirk Szelistye in der Gespanschaft Hermannstadt (rumänisch Comitatul Sibiu), anschließend dem historischen Kreis Sibiu und ab 1950 dem heutigen Kreis Sibiu an.

## Bevölkerung
Die Bevölkerung in Orlat entwickelte sich wie folgt:
| Volkszählung | Volkszählung | Ethnische Zusammensetzung | Ethnische Zusammensetzung | Ethnische Zusammensetzung | Ethnische Zusammensetzung |
| Jahr         | Bevölkerung  | Rumänen                   | Ungarn                    | Deutsche                  | Andere                    |
| ------------ | ------------ | ------------------------- | ------------------------- | ------------------------- | ------------------------- |
| 1850         | 1.496        | 1.331                     | 28                        | 74                        | 63                        |
| 1920         | 1.890        | 1.820                     | 16                        | 49                        | 5                         |
| 1956         | 2.702        | 2.555                     | 33                        | 20                        | 94                        |
| 1992         | 3.363        | 3.302                     | 22                        | 9                         | 30                        |
| 2002         | 3.271        | 3.226                     | 27                        | 2                         | 16                        |
| 2011         | 3.205        | 3.080                     | 14                        | 5                         | 106 (Roma 42)             |
| 2021         | 2.964        | 2.693                     | 4                         | 7                         | 260 (Ukrainer 6)          |

Seit 1850 wurde auf dem Gebiet von Orlat die höchste Einwohnerzahl und auch die der Rumänen 1992 erreicht. Die höchste Bevölkerungszahl der Rumäniendeutschen wurde 1850, die der Magyaren (60) wurde 1977 und die der Roma (90) wurde 1956 registriert.

## Sehenswürdigkeiten
- Die orthodoxe Kirche Sfântul Nicolae 1794 oder 1796[8] errichtet, steht laut dem Verzeichnis historischer Denkmäler des Ministeriums für Kultur und nationales Erbe (Ministerul Culturii și Patrimoniului Național) steht diese unter Denkmalschutz.[9]
- Das Gebäude des ehemaligen Grenzregiments 1763 errichtet und im 20. Jahrhundert umgebaut, ist heute ein Museum und steht unter Denkmalschutz.[9]
- Die Holzhäuser bei Nr. 422 1852 errichtet und das bei Nr. 472 im 19. Jahrhundert errichtet, stehen unter Denkmalschutz.[9]
- Die griechisch-katholische Kirche in der zweiten Hälfte des 18. Jahrhunderts errichtet.[10]
- Das 1993 errichtete Kloster Sfânta Treime („Heilige Dreifaltigkeit“)[11]